# CONCACAF Nemzetek ligája
A CONCACAF Nemzetek Ligája (eredeti nevén: CONCACAF Nations League az Észak- és Közép-amerikai, Karibi Labdarúgó-szövetségek Konföderációja által szervezett labdarúgótorna, amelyen a CONCACAF-tagországok felnőtt férfi labdarúgó-válogatottjai vehetnek részt.

## Formátum
A 41 csapatot három divízióra (A, B, C) osztották. A divíziókon (ligákon) belül három-négyfős  csoportot hoztak létre. Az A  divízióban 12 csapat 3 fős csoportokban, a B divízióban 16 4 fős csoportokban, a C divízióban 13 csapat szerepel egy darab négyfős és három darab háromfős csoportokban.
A csoportkörben oda-visszavágós mérkőzéseket játszanak . A B és C liga csoport győztesei magasabb, az A és B liga csoport utolsói alacsonyabb ligába kerülnek. Az A liga csoport győztesei rájátszásban mérkőznek meg egymással a győzelemért. 

## Résztvevők
A CONCACAF Nemzetek Ligájában a 41 CONCACAF-tagország vehet részt.
- Mexikó
- Egyesült Államok
- Kanada
- Belize
- Costa Rica
- Honduras
- Guatemala
- Nicaragua
- Panama
- Salvador
- Amerikai Virgin-szigetek
- Anguilla
- Antigua és Barbuda
- Aruba
- Bahama-szigetek
- Barbados
- Bermuda
- Bonaire
- Brit Virgin-szigetek
- Curaçao
- Dominikai Közösség
- Dominikai Köztársaság
- Francia Guyana
- Grenada
- Guadeloupe
- Guyana
- Haiti
- Kajmán-szigetek
- Kuba
- Jamaica
- Martinique
- Montserrat
- Puerto Rico
- Saint Kitts és Nevis
- Saint Lucia
- Saint-Martin
- Saint Vincent és a Grenadine-szigetek
- Sint Maarten
- Suriname
- Trinidad és Tobago
- Turks- és Caicos-szigetek

## Eredmények
| Év        | Helyszín         | Döntő              | Döntő    | Döntő      | Harmadik helyért | Harmadik helyért    | Harmadik helyért   |
| Év        | Helyszín         | Aranyérmes         | Eredmény | Ezüstérmes | Bronzérmes       | Eredmény            | Negyedik helyezett |
| --------- | ---------------- | ------------------ | -------- | ---------- | ---------------- | ------------------- | ------------------ |
| 2019–2020 | Egyesült Államok | · Egyesült Államok | 3–2      | · Mexikó   | · Honduras       | 2–2 (h.u.) ti.: 6–5 | · Costa Rica       |
| 2022–2023 | Egyesült Államok | · Egyesült Államok | 2–0      | · Kanada   | · Mexikó         | 1−0                 | · Panama           |
| 2023–2024 | Egyesült Államok | · Egyesült Államok | 2–0      | · Mexikó   | · Jamaica        | 1−0                 | · Panama           |
| 2024–2025 | Egyesült Államok | · Mexikó           | 2–1      | · Panama   | · Kanada         | 2–1                 | · Egyesült Államok |

### Országok helyezései
| Nemzet           | Győztes              | Ezüstérmes     | Bronzérmes |
| ---------------- | -------------------- | -------------- | ---------- |
| Egyesült Államok | 3 (2021, 2023, 2024) |                |            |
| Mexikó           | 1 (2025)             | 2 (2021, 2024) | 1 (2023)   |
| Kanada           |                      | 1 (2023)       | 1 (2025)   |
| Panama           |                      | 1 (2025)       |            |
| Honduras         |                      |                | 1 (2021)   |
| Jamaica          |                      |                | 1 (2024)   |

## Selejtezők
A CONCACAF Nemzetek ligájában a válogatottaknak egy négy meccsből álló selejtezőt kellett játszania hogy kiderüljön melyik válogatott melyik ligába kerül.
| A liga (Automatikusan) | A liga     | B liga                                | C liga                    |
| ---------------------- | ---------- | ------------------------------------- | ------------------------- |
| Egyesült Államok       | Haiti      | Guyana                                | Guadeloupe                |
| Mexikó                 | Kanada     | Jamaica                               | Turks- és Caicos-szigetek |
| Honduras               | Martinique | Nicaragua                             | Barbados                  |
| Guatemala              | Curaçao    | Salvador                              | Bonaire                   |
| Costa Rica             | Bermuda    | Montserrat                            | Amerikai Virgin-szigetek  |
| Panama                 | Kuba       | Suriname                              | Sint Maarten              |
| Trinidad és Tobago     |            | Saint Lucia                           | Kajmán-szigetek           |
|                        |            | Dominikai Közösség                    | Brit Virgin-szigetek      |
|                        |            | Saint Kitts és Nevis                  | Bahama-szigetek           |
|                        |            | Dominikai Köztársaság                 | Anguilla                  |
|                        |            | Belize                                | Puerto Rico               |
|                        |            | Antigua és Barbuda                    | Saint-Martin              |
|                        |            | Francia Guyana                        |                           |
|                        |            | Saint Vincent és a Grenadine-szigetek |                           |
|                        |            | Grenada                               |                           |
|                        |            | Aruba                                 |                           |